# 금남 문절사
금남 문절사(錦南 文節祠)는 세종특별자치시 금남면에 있는 매죽헌 성삼문을 모시기 위해 세운 사당이다. 2012년 12월 31일 세종특별자치시의 문화재자료 제1호로 지정되었다.

## 개요
매죽헌 성삼문을 모시기 위해 세운 사당이다.
성삼문은 조선 전기의 문신으로 사육신의 한사람이다. 충청남도 홍성 출신으로 세종 20년(1438)에 과거에 급제하였으며 집현전 학사로 뽑혀 세종의 지극한 총애를 받았다. 그는 명나라에 가서 음운과 교장(敎場)의 제도를 연구해와서 1446년 10월 9일에 역사적인 훈민정음을 반포하는데 크게 공헌하였다. 또한 박팽년, 허조등과 단종복위 운동을 계획하였으나 실패하고, 세조에게 모진 고문을 받다 능지처사를 당하였다.
조선시대 대표적인 절신으로 오늘에 이르기까지 국민들에게 숭상의 대상이 되고 있는 사육신의 한 사람일뿐 아니라 타고난 자질이 준수하고 문명이 높았다. 시호는 충문(忠文)이다.
문절사는 달전리 부락의 북쪽에 있으며 앞면 3칸·옆면 2칸 규모로, 지붕은 볼 때 사람 인(人)자 모양을 한 맞배지붕이다.

## 같이 보기
- 성삼문

## 참고 자료
- 금남 문절사 - 국가유산청 국가유산포털